# Lüdingworth
Lüdingworth est un quartier de la ville  de Cuxhaven en Basse-Saxe au nord de l'Allemagne.
Elle est jumelée depuis 1998 avec la ville d'Elven en Bretagne.
Sa population était de 1 742 habitants en 2018.

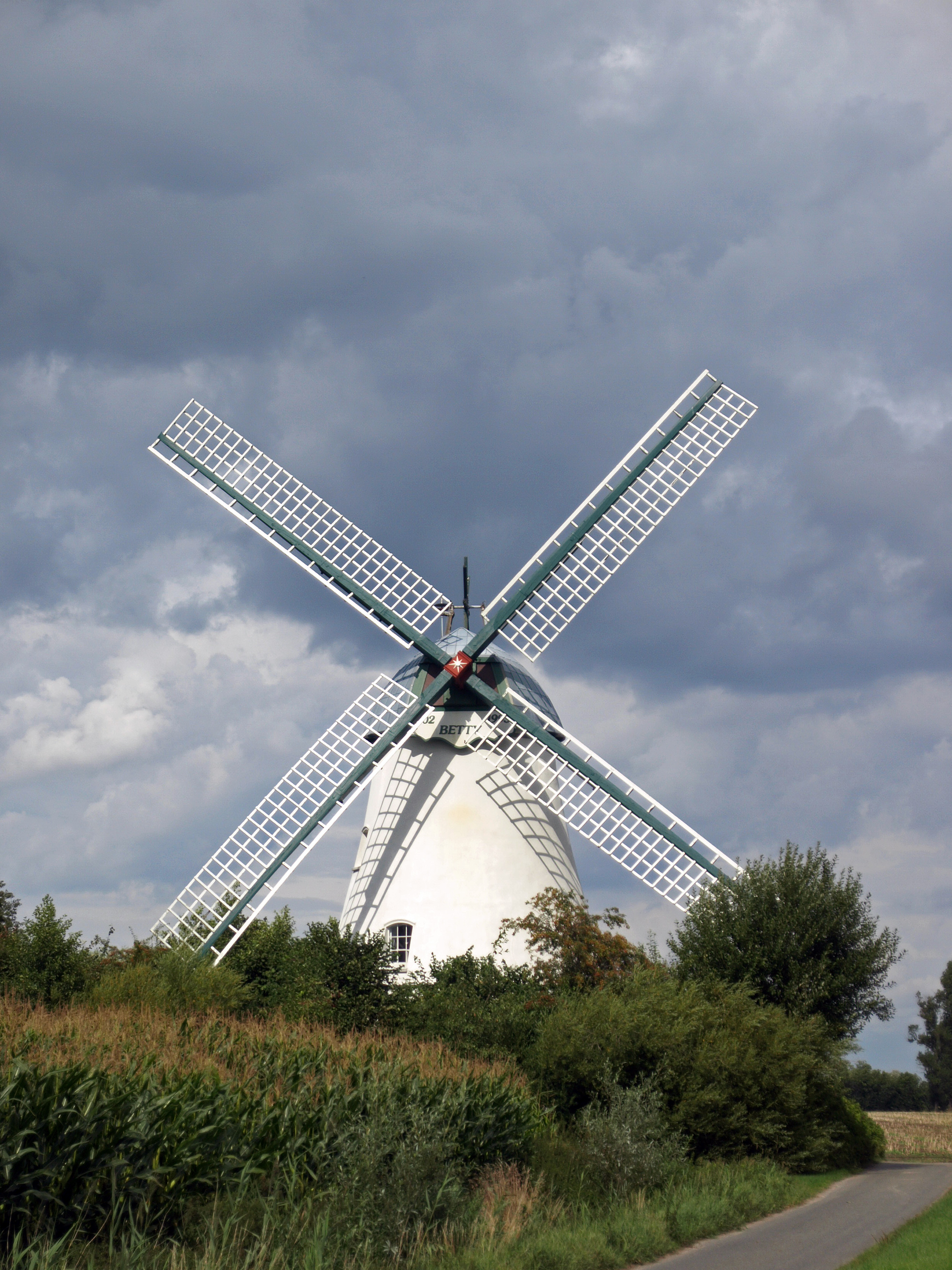
Moulin à vent à Lüdingworth
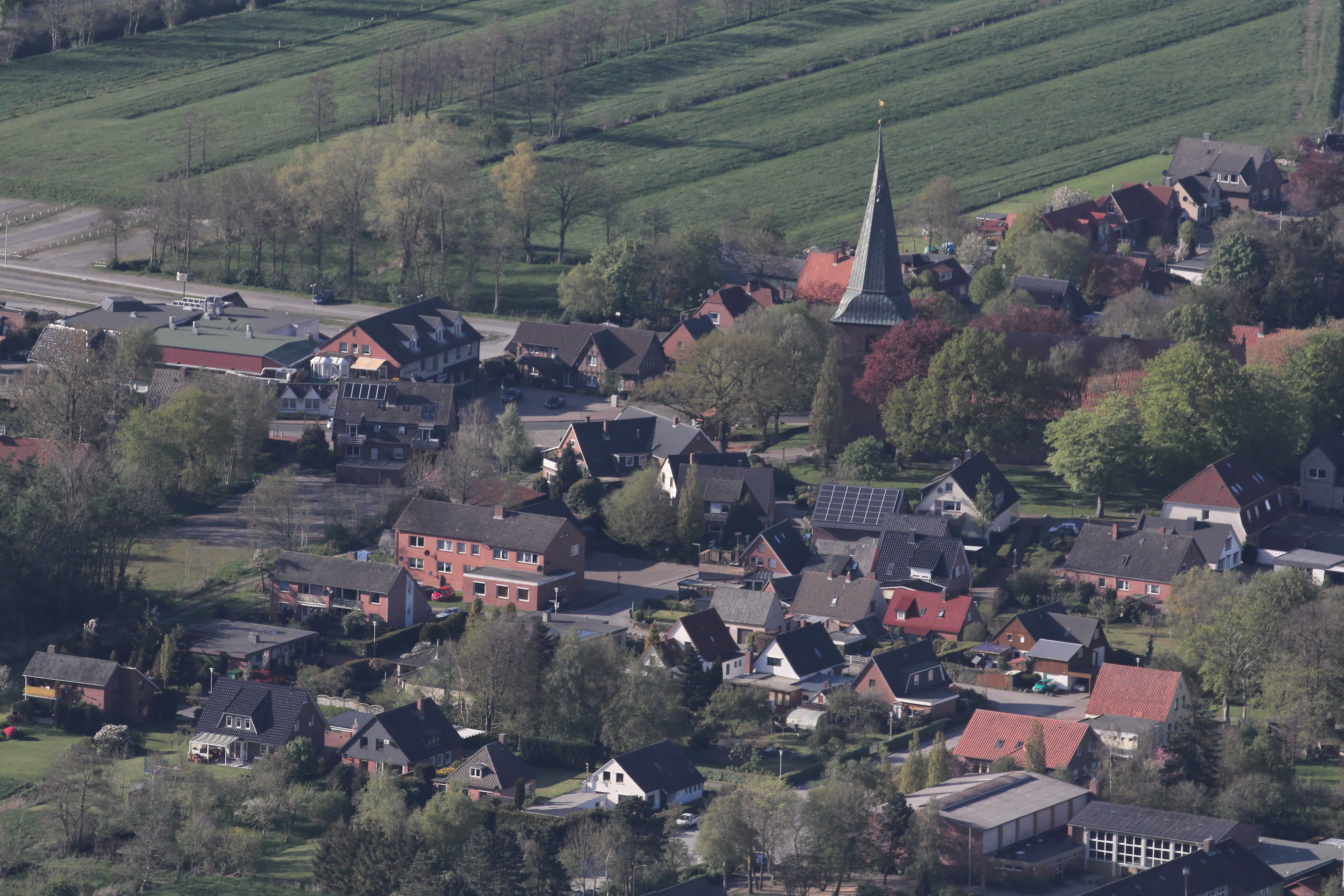
Vue aérienne
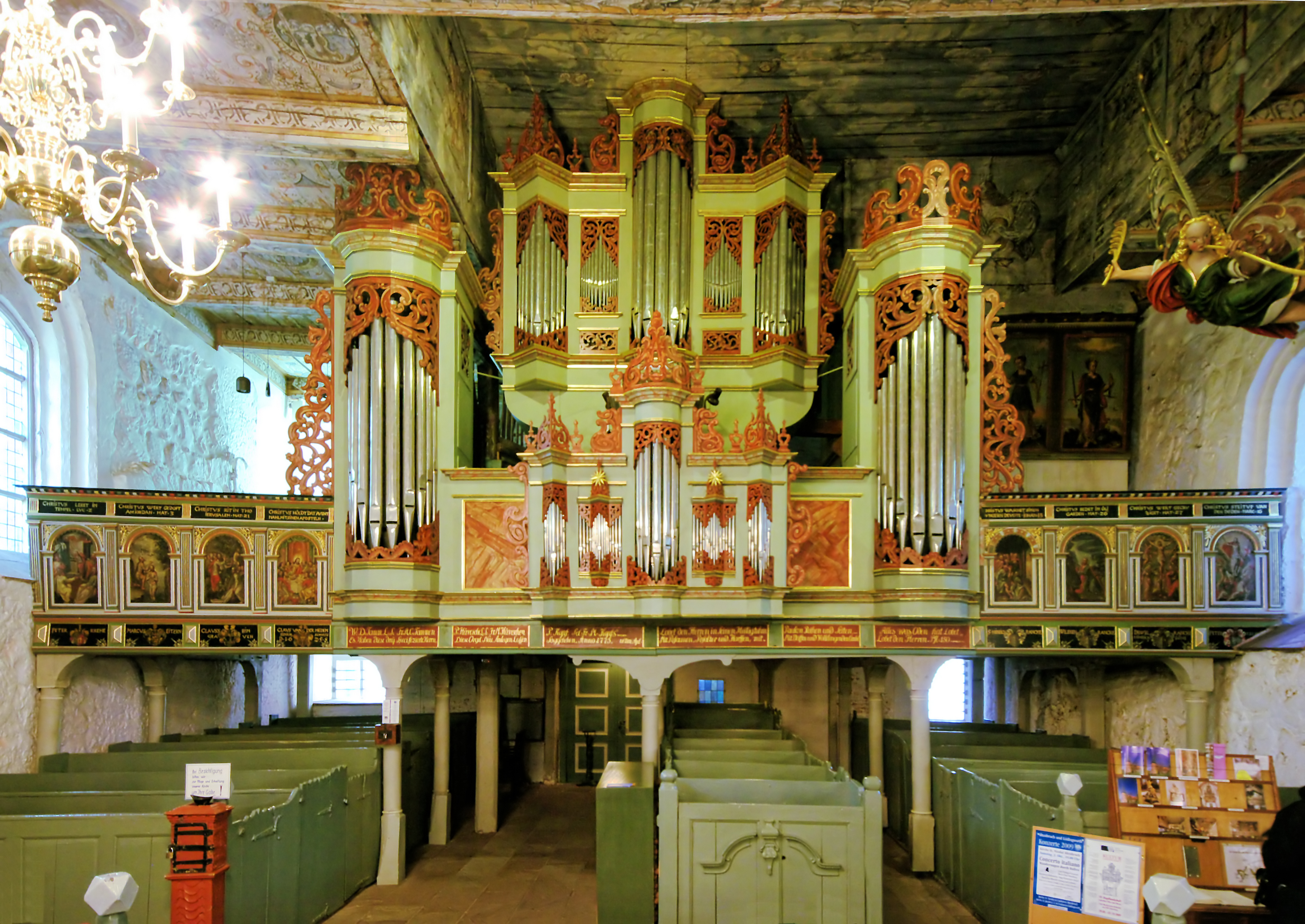
Orgue de l'église St Jacobi de Lüdingworth